# 圣加大肋纳路
圣加大肋纳路（rue Sainte-Catherine）是法國里昂第一区一条非常古老的街道，位于里昂的历史中心红十字山区的山坡脚下。圣加大肋纳路为东西轴线，与沃土广场平行，靠近市政厅富有的购物区（赫里欧路、共和路），到里昂新歌剧院和里昂美术馆，却以街头饮酒著称。这条路属于被联合国教科文组织列为世界遗产的区域。
圣加大肋纳路得名于曾设于此处的圣加大肋纳孤儿院，以殉道者亚历山大的加大肋纳命名。。